# Cydosia punctistriga
Cydosia punctistriga là một loài bướm đêm trong họ Erebidae.